# 十里红妆
十里红妆是以浙江省宁海县为主的浙江东部地区存在的一种婚俗，得名于当地嫁女时，所用的嫁妆从床铺家具到针头线脑一应俱全，从而迎送嫁妆的队伍绵延十里。2008年，这一婚俗被列入中国国家级非物质文化遗产名录。

## 嫁妆
十里红妆的婚俗始于南宋，盛于明清时期。由于经济的富庶，当地富户在嫁女之时，希望女儿在夫家有地位，同时炫耀自家的财富，从而逐渐形成攀比之风。这种风气反映在嫁妆上，便体现为有别于公用家具的通体红漆，局部贴金的形制。宁海当地的朱金木雕和泥金彩漆工艺又为这一需求提供了技术支持，因而相关器物的制作便日臻精致。十里红妆的嫁妆主要为内房用具，与女性的生活相关，多为婚床、箱奁、脚桶、针头线脑等日常生活用具和新娘一生的服饰和内房布置。一般人家的嫁妆常有近百件，而大户人家能够做到千件不重复。准备这些物品的时间通常长达数年。
宁海婚俗的嫁妆以朱金木雕为主，主要包括花轿、婚床、杠箱、器皿和各种装饰，有“千工床、万工轿”之说。

### 花轿
花轿常常采用梓木、香樟、银杏等木材制成，轻巧而有韧性。表面雕刻大量吉祥喜庆的图案，是朱金木雕工艺的代表作。相传北宋末年，康王赵构在浙东逃避金兵追捕时为一乡间女子所救。后赵构登基成为宋高宗，为答谢当年救命之恩，下旨称浙东女子均可封王，出嫁时能乘坐龙凤花轿。从此，浙东女子出嫁乘坐花轿成为民俗，花轿的工艺也日渐精美。

### 婚床
婚床同样使用了朱金木雕的工艺，使用大量天然名贵原料，并利用复杂手工工艺，表现多子多福、喜庆吉祥的主题。一般分为前后两部分。前部为床沿前平台，称为“拔步”，设有橱柜、灯台、花瓶等设施和各种装饰。后部为婚床主体，形成“屋中之屋”，以保护私密空间。

### 杠箱
杠箱在婚礼时用于运送体积较小的生活用品，表面雕刻有喜庆吉祥的图案。

### 家具
十里红妆家具是女性的私人用品，同样使用朱金木雕工艺，色彩鲜艳。

## 保护

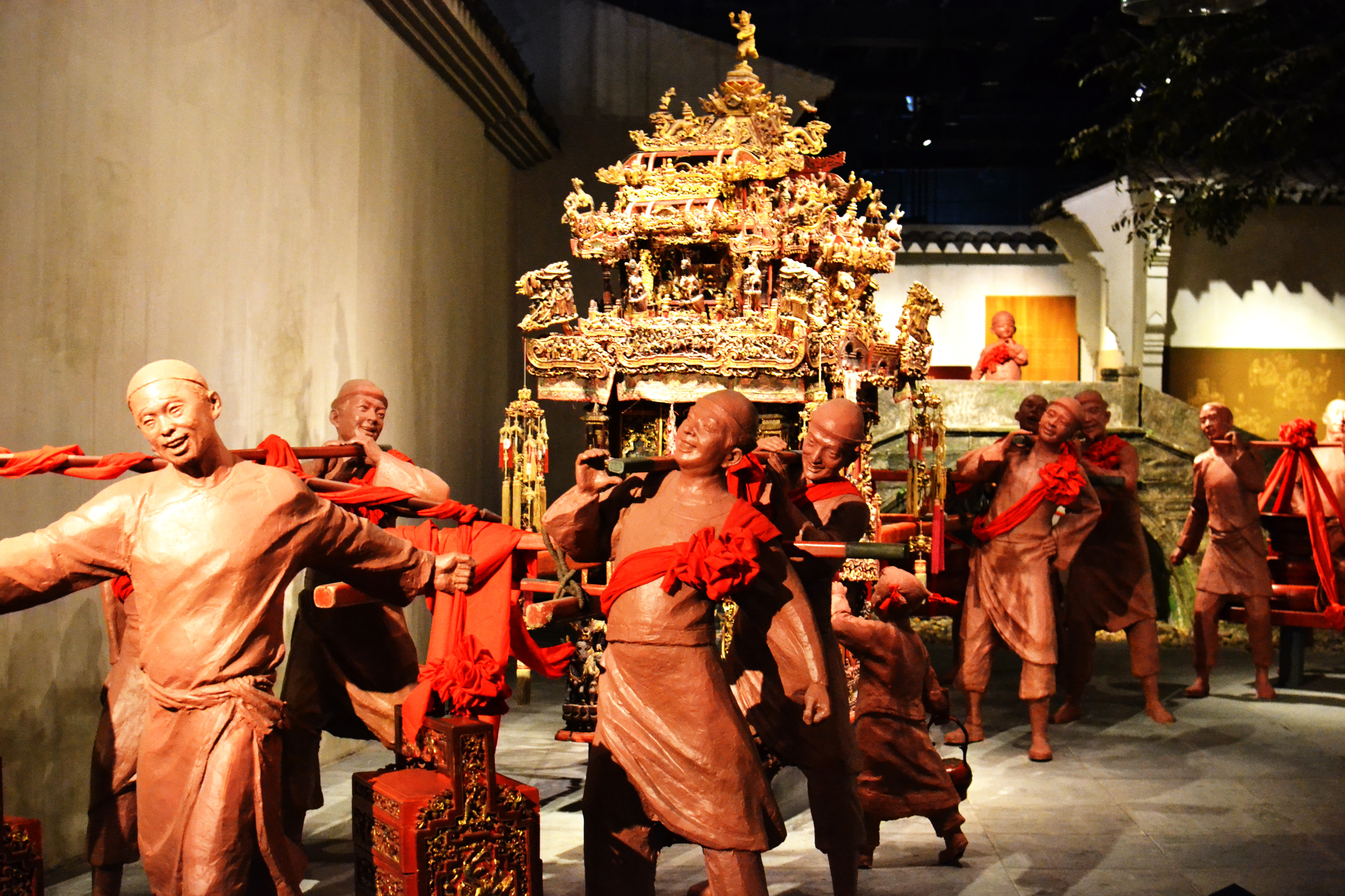
十里紅妝場景復原於寧波博物館

文化大革命时期，十里红妆器物被当作“四旧”，破坏严重。改革开放初，不少西方人前往宁海进行抢购，文物流失严重。这些现实使得部分宁海本地民俗研究者对这一文化的传承产生了担忧。宁海古玩商人何晓道开始搜集十里红妆文物。2003年，在宁海县政府帮助下，何晓道的十里红妆博物馆开张。在相关人士的支持和帮助下，十里红妆逐渐成为宁海的一大文化品牌。2008年，十里红妆婚俗被列入中国国家级非物质文化遗产名录。
目前，在南门十里红妆博物馆以外，宁海县还在城西建设了十里红妆文化园。

## 艺术影响
- 同名电影《十里红妆》由金良言、李华旺导演，姚安濂、傅艺伟主演，表现了打造红妆的木匠与大户人家小姐的爱情故事。由于地位相差悬殊，木匠只能将对小姐的爱深藏在伴随小姐一生的红妆之中。[6]

- 舞剧《十里红妆·女儿梦》由王晓鹰导演，殷硕、曾明主演，宁波市歌舞团演出，取材于十里红妆的风俗和宁波商帮闯荡天下的历史，表现了女主人公越儿对爱情的忠贞，同时展示大量江南民俗。全剧采用了近400件仿制的十里红妆的嫁妆。[3]